# Conus viola
Espèce
Statut de conservation UICN

 LC  : Préoccupation mineure
Conus viola est une espèce de mollusques gastéropodes marins de la famille des Conidae.
Comme toutes les espèces du genre Conus, ces escargots sont prédateurs et venimeux. Ils sont capables de « piquer » les humains et doivent donc être manipulés avec précaution, voire pas du tout.

## Description
La taille de la coquille varie entre 22 mm et 54 mm.

## Distribution
Cette espèce marine est présente au large d'Okinawa, au Japon et entre les Philippines et le nord et le nord-ouest de l'Australie.

### Niveau de risque d’extinction de l’espèce
Selon l'analyse de l'UICN réalisée en 2011 pour la définition du niveau de risque d'extinction, cette espèce est présente au large des côtes de Taïwan, de la Thaïlande, des Philippines, de la Papouasie-Nouvelle-Guinée et des îles Salomon. Elle est très commune dans les eaux peu profondes dans toute son aire de répartition. Il n'y a pas de menaces majeures connues pour cette espèce. Elle est classée dans la catégorie " préoccupation mineure ".

## Taxonomie

### Publication originale
L'espèce Conus viola a été décrite pour la première fois en 1977 par le malacologiste tchèque Walter Olivier Cernohorsky (d) dans « The Nautilus »,.

### Synonymes
- Conus (Splinoconus) viola Cernohorsky, 1977 · appellation alternative
- Conus violaceus Reeve, 1844 · non accepté
- Hermes viola (Cernohorsky, 1977) · non accepté
- Isoconus viola (Cernohorsky, 1977) · non accepté
- Kioconus (Isoconus) viola (Cernohorsky, 1977) · non accepté